# Lepidosperma ensiforme
Lepidosperma ensiforme är en halvgräsart som först beskrevs av Rodway, och fick sitt nu gällande namn av Dennis Ivor Morris. Lepidosperma ensiforme ingår i släktet Lepidosperma och familjen halvgräs.
Artens utbredningsområde är Tasmanien. Inga underarter finns listade i Catalogue of Life.